# Tuya (reina)
Tuya va ser una reina egípcia de la dinastia XIX, cap a l'any 1290 aC. Era d'origen modest, que pertany, com el seu marit, a la classe militar. El seu pare es deia Ruia o Raia i el nom de la seva mare no ens ha arribat complet, només sabem que acabava en uia.

## Biografia
Es va casar molt jove, durant el regnat del faraó Horemheb amb Seti, el fill del visir Paramesu. Amb el temps, i donada la falta de varons hereus al tron, la doble corona va passar al visir, que va prendre el nom de Ramsès I i per extensió, Seti, el marit de Tuya, es va convertir en hereu al tron. En aquell temps Tuya ja devia ser mare, o si més no devia estar embarassada del seu fill Ramsès, posteriorment el gran faraó Ramsès II. Aquest últim comptava amb uns 10 anys quan el seu pare va ascendir al tron d'Egipte.
L'imparable ascens de la dinastia XIX només podria justificar-se mitjançant la unió per llaços matrimonials amb les dones de l'anterior família reial. Encara que ens han arribat molt pocs noms d'aquella època, degut sobretot a l'afany persecutori dels faraons i l'odi amb el qual van castigar la "heretgia" de Akhenaton i els seus successors, no sabem amb exactitud com van poder unir les dues famílies. Hi havia tant de temor a una nova revolució de la sang que portaven aquelles dones que els van donar la seva legitimitat que tant Horemheb com els primers reis de la nova dinastia es van encarregar d'amagar el millor possible els orígens de les seves esposes.
No obstant això, la majoria de les hipòtesis apunten que el llaç entre les dinasties XVIII i XIX es va fer efectiu a partir de la princesa Tanedyemy, possible filla de Horemheb. Com que Ramsès I era ja un ancià en aquells dies, i va associar molt aviat a Seti al tron, és de suposar que Tanedyemey es casés amb el marit de Tuya, que seria conegut com a Seti I. Tanmateix, no hi ha cap menció de Tanedyemy, i és possible que fos reclosa o almenys aïllada pels documents oficials, ja que el poc que queda d'ella és la seva tomba.
Una dada que podria reforçar la idea que Tanedyemy va ser la reina de Seti I és que Tuya, la seva primera dona i la mare del que acabaria per succeir,maiva ostentar el títol de Gran Esposa Reial amb el seu marit en vida, sinó que va haver de conformar amb el d'Ornament Reial, equivalent al rang d'esposa secundària. Això no hauria estat així de no haver existit una gran dona real per sobre d'ella.
Seria a la mort de Seti I quan Ramsès II, sempre molt unit a la seva mare, la va pujar a aquest rang a títol pòstum del seu pare, i va fer aparèixer en nombroses ocasions a Tuya acompanyant-lo, i fins i tot la va fer cridar Mut-Tuya, afegint-hi el nom de la deessa Mut (mare). El tàndem format per Ramsès II i Tuya no va ser tal, ja que no trigaria a unir-se la dona més estimada del primer, la bella reina Nefertari. Juntes, aquestes dues dones assessorarien durant la resta de les seves vides amb eficaç saviesa i experiència al faraó. Serien precisament els anys en què encara vivien tant Tuya com Nefertari els més pròspers i feliços de Ramsès II.
Són molts els vestigis que delataven l'existència de Tuya a la primera meitat del regnat del seu fill. La incansable activitat constructora d'aquest més la seva fidelitat envers la seva mare van fer que sigui la tercera persona humana que més vegades apareix en els seus monuments, només per darrere del mateix Ramsès II i de l'estimada Nefertari. Els darrers anys de Tuya devien ser els més feliços, i en els que gaudiria sense dubtes de la presència del seu fill aconsellant en nombroses ocasions.
Les petjades de Tuya es perden a partir de l'any 22 del regnat del seu fill, data en què segurament va morir ja a una avançada edat. Va ser coberta de tota classe d'honors, com molt poques reines els havien gaudit abans, i va ser enterrada al Vall de les Reines amb una solemne cerimònia, concretament a la tomba avui anomenada QV80.